# El Masnou
El Masnou (em catalão e oficialmente) ou Masnou (em castelhano) é um município da Espanha na comarca de Maresme, província de Barcelona, comunidade autónoma da Catalunha. Tem 3,44 km² de área e em 2021 tinha 23 848 habitantes (densidade: 6 932,6 hab./km²). Situa-se 17 km a noroeste de Barcelona, junto à costa do mar Mediterrâneo.